# Српско војничко гробље у Скочивиру
Село Скочивир, подно планине Ниџе, уз Црну Реку, налази се на удаљености од око 40 km од Битоља, на путу ка Кајмакчалану, у саставу општине Новаци, Северна Македонија. Код Скочивира налазе се 2 српска војничка гробља. Једно је у самом селу Скочивир, код цркве светог Петра, а друго се налази на путу пар сто метара источно од села, према излетничком месту Коњарка.

## Историја
Битка за освајање Кајмакчалана у склопу Солунског фронта је остала запамћена по великом броју жртава које је имала српска војска и по тешким условима битке. Око 500 српских војника који су погинули у борбама на Кајмакчалану сахрањени су на српском војничком гробљу у селу Скочивиру, које се простире на око 3.500 m² површине. Ово споменичко гробље је практично било заборављено од 1918. године па до скорашњих година.
Гробље је у доста лошијем стању и којем је потребна детаљнија обнова. Српско војничко гробље у Скочивиру је делимично очишћено али ипак запуштено. Постоје иницијативе српских удружења у Северној Македонији и Амбасаде Републике Србије да се приступи детаљној обнови овог и многих других српских споменичких комплекса широм Северне Македоније.